# Normalfrequenz
Eine Normalfrequenz (oder Eichfrequenz) ist eine von einem Frequenznormal hergeleitete hochgenaue Frequenz. 

## Normalfrequenz über Rundfunksender
Normalfrequenz ist häufig mit der Trägerfrequenz von Zeitzeichendiensten und Rundfunksendern im Lang- und Mittelwellenbereich identisch. Seit 1991 wurde in der Bundesrepublik Deutschland auch das FBAS-Signal der Analogfernsehsender des ZDF zur Verbreitung verwendet.
Im Kurzwellenbereich senden auf den Standardfrequenzen 2.500 kHz, 5.000 kHz, 10.000 kHz und 15.000 kHz zahlreiche Zeitzeichen und Normalfrequenzsender.

### Liste von Normalfrequenzen
- MSF Anthorn, Großbritannien (60 kHz, Zeitzeichensender)
- HBG Prangins, Schweiz (75 kHz, Zeitzeichensender) (seit Januar 2012 außer Betrieb)
- DCF77 Mainflingen, Deutschland (77,5 kHz, Zeitzeichensender)
- Deutschlandfunk Donebach, Deutschland (153 kHz, Rundfunksender) (seit Januar 2015 außer Betrieb)
- France Inter Allouis, Frankreich (162 kHz, Rundfunksender)
- BBC Radio 4 Droitwich, Großbritannien (198 kHz, Rundfunksender)
- Polskie Radio 1 Solec Kujawski, Polen (225 kHz, Rundfunksender)
- RAI Radiouno, Milano, Italien (900 kHz, Rundfunksender) (seit September 2022 außer Betrieb)

## Normalfrequenz in der Akustik
Im akustischen Bereich wird eine Sinusfrequenz von 1000 Hz als Normalfrequenz bezeichnet, sie gilt hier als Mittenfrequenz. Von ihr abgeleitet sind die Einheiten Phon und Sone für Lautstärke und sie ist Ausgangspunkt für Normfrequenzen nach EN ISO 266. Sie wird als Messton verwendet und als Normalfrequenz verbreitet, beispielsweise (vor allem früher) mit Testbildern zu bestimmten Zeiten oder per Telefon vom österreichischen Bundesamt für Eich- und Vermessungswesen.
Über letzteres wird auch die für Musikinstrumente wichtige Normalfrequenz verbreitet, der Normalstimmton oder Kammerton von 440 Hz.